# Georgi Jewgenjewitsch Schilow
Georgi Jewgenjewitsch Schilow (russisch Георгий Евгеньевич Шилов, in englischer Transkription: Georgiy Evgenievich Shilov; * 3. Februar 1917 in Iwanowo; † 17. Januar 1975 in Moskau) war ein sowjetischer Mathematiker.
Georgi Schilow beendete 1938 das Mathematikstudium an der Lomonossow-Universität in Moskau (MGU). Nach Teilnahme am Zweiten Weltkrieg setzte er seine Studien an der MGU fort und wurde 1951 unter Israel Gelfand promoviert sowie im darauf folgenden Jahr zum Professor ernannt. Von 1951 bis 1954 arbeitete Schilow an der Taras-Schewtschenko-Universität in Kiew, kehrte dann aber wieder an die MGU zurück.
Schilow arbeitete in der Funktionalanalysis, insbesondere auf dem Gebiet der kommutativen Banachalgebren, wo er den holomorphen Funktionalkalkül mehrerer Veränderlicher begründete. Zusammen mit Israel Gelfand forschte er in der Theorie verallgemeinerter Funktionen (er war an mehreren Bänden des Standardwerks von Gelfand Verallgemeinerte Funktionen beteiligt) und der Theorie der partiellen Differentialgleichungen. Schilow schrieb einige weit verbreitete Lehrbücher, die heute als Klassiker gelten und auch außerhalb Russlands veröffentlicht wurden. Ferner befasste er sich mit der Geschichte und der Methodik der Mathematik. 
Der Schilowsche Idempotentensatz und der Begriff des Schilow-Randes sind mit seinem Namen verbunden.

## Schriften
- Elementary functional analysis, MIT Press 1974
- Elementary real and complex analysis, Dover 1996
- Linear Algebra, Dover 1977
- Mathematical Analysis, MIT Press 1973
- Generalized functions and partial differential equations, Gordon and Breach 1968
- Introduction to the theory of linear spaces, Dover 1974
- mit Gelfand: Generalized Functions, Band 1 bis 3, Academic Press 1964 bis 1968 (deutsche Ausgabe Berlin, ab 1960)
- mit Gurevich: Integral, measure and derivative: a unified approach, Englewood Cliffs 1966
- mit Gelfand, Raikow: Kommutative normierte Algebren, Berlin 1964 (englisch: Commutative normed Rings, AMS 2003)
- Calculus of rational functions, MIR, Moskau 1976 (englisch)